# Port de l'Ametlla de Mar
El Port de l'Ametlla de Mar és un port públic pesquer i esportiu situat al golf de Sant Jordi, al nucli del municipi de l'Ametlla de Mar (Baix Ebre), entre la platja de l'Alguer, al nord, i la cala Pepo, al sud. N'és el titular l'organisme de Ports de la Generalitat. Està protegit per 2 dics, amb un calat de bocana de 6 metres. Disposa de 17 molls, amb un total de 1.477 metres lineals de molls. Fou construït el 1920. Fins aleshores, els pescadors de les cales amuntegaven les barques a l'Estany Gras.

## Dàrsena pesquera
La dàrsena pesquera ocupa els molls de Llevant, Transversal i de Ribera, amb un total de 61 embarcacions, entre elles 17 d'arrossegament i 9 barques tonyinaires. Gestionada per la Confraria de Pescadors de l'Ametlla de Mar, disposa d'una llotja, construïda el 1944, protegida com a Bé Cultural d'Interès Local, de 1.100 m², que va ser reformada i condicionada l'any 2008, on s'hi va crear el Centre d'Interpretació de la Pesca de l'Ametlla de Mar, un espai de 300 m² dedicat al turisme i la pesca i alhora preservar el medi ambient i recuperar la història i les tradicions.

## Dàrsena esportiva
La dàrsena esportiva, situada al moll Nàutic, està gestionada pel Club Nàutic l'Ametlla de Mar. Disposa de 255 amarratges, 60 dels quals són de lloguer. Ofereix serveis de restauració, hotel, supermercat i escola de vela.